# The Whitest Boy Alive
The Whitest Boy Alive was een band uit Berlijn, geformeerd rondom de Noorse muzikant Erlend Øye, bassist Marcin Öz, drummer Sebastian Maschat en Daniel Nentwig op de piano en synthesizer. Øye is tevens lid van de band Kings of Convenience en heeft meegespeeld bij de formatie Röyksopp.

## Biografie
The Whitest Boy Alive begon in 2003 als elektronisch project. De band hanteerde later een stijl waarbij zang met akoestische en elektronische instrumenten werd gecombineerd. Het debuutalbum Dreams kwam uit in juni 2006. Daarna ging de band regelmatig op tournee. The Whitest Boy Alive stond in 2007 op onder meer Lowlands en Pukkelpop. Het vervolgalbum Rules kwam uit in maart 2009. In augustus 2009 en 2012 stond de formatie wederom op Lowlands. Op 2 juni 2014 maakte de band op de eigen Facebook-pagina bekend te stoppen met muziek componeren en optreden als The Whitest Boy Alive.

## Discografie

### Albums
| Album met eventuele hitnotering(en) in de Nederlandse Album Top 100 | Datum van verschijnen | Datum van binnenkomst | Hoogste positie | Aantal weken | Opmerkingen |
| ------------------------------------------------------------------- | --------------------- | --------------------- | --------------- | ------------ | ----------- |
| Dreams                                                              | 2006                  | -                     |                 |              |             |
| Rules                                                               | 2009                  | 07-03-2009            | 69              | 7            |             |

| Album met hitnotering(en) in de Vlaamse Ultratop 200 albums | Datum van verschijnen | Datum van binnenkomst | Hoogste positie | Aantal weken | Opmerkingen |
| ----------------------------------------------------------- | --------------------- | --------------------- | --------------- | ------------ | ----------- |
| Rules                                                       | 2009                  | 14-03-2009            | 45              | 6            |             |